# Roger J. Fritz
Roger J. Fritz (Green megye, Wisconsin, 1928. július 18. – Naperville, Illinois, 2011. március 24.) amerikai vezetési tanácsadó, kolumnista, nemzetközi szónok, 63 motivációs könyv szerzője és a Willamette Egyetem rektora. Legnépszerűbb műve a 2008-ban íródott The Power of a Positive Attitude.

## Élete és pályafutása
1946-ban érettségizett az Illinois állambeli Freeportban.
Alapfokú politikatudományi diplomáját a Monmouth-i Főiskolán szerezte 1950-ben; 1948-ban a Fí Alfa Théta diákszövetség tagja lett. 1949-ben a Rhodes-ösztöndíj illinois-i döntőse, valamint állami és országos szónokbajnok volt.
Mesterdiplomáját 1952-ben, PhD-fokozatát pedig 1956-ban szerezte a Wisconsin–Madison Egyetemen oktatási és személyi tanácsadás szakon.
Hat évet töltött egyetemi ügyintézőként. Kezdetben a Monmouth felvételi tanácsadója, majd a Wisconsin–Madison hallgatói tanácsadója volt; 1953 és 1956 között a Purdue Egyetem férfiügyi dékánhelyettese és adjunktusa volt. 1956 és 1959 között a Cummins PR-menedzsere és a Cummins Alapítvány titkára, később a John Deere menedzsment- és személyi fejlesztési vezetője volt.
1968-ban Inside Advantage Publications néven kiadót alapított, melynek keretein belül 63 motivációs könyvet adott ki; műveit 38 nyelvre fordították le. 1969-ben a Willamette Egyetem rektora lett; nevéhez fűződik a kutatási kapacitás növelése és az oktatói bérek emelése. 1972-ben Naperville-ben fejlesztési tanácsadót alapított.
1957-ben a Monmouth-i Főiskola igazgatótanácsának tagjává választották, 1961 és 1969 között pedig elnöke volt. 1967-ben az igazgatótanácsok éves ülésének egyik fő felszólalója volt, beszédének témája a bölcsészettudományi iskolák kuratóriuma. 1968-ban Lyndon B. Johnson elnök hátrányos helyzetű fiataloknak lehetőségeket biztosító tanácsadó testületének tagja volt.
Naperville-ben hunyt el, sírhelye a Warren megyei temetőben, Monmouth-ban van.

## Fordítás
- Ez a szócikk részben vagy egészben  a   Roger J. Fritz című angol Wikipédia-szócikk ezen változatának fordításán alapul.  Az eredeti cikk szerkesztőit annak laptörténete sorolja fel. Ez a jelzés csupán a megfogalmazás eredetét és a szerzői jogokat jelzi, nem szolgál a cikkben szereplő információk forrásmegjelöléseként.